# Manfred Schubert-Zsilavecz

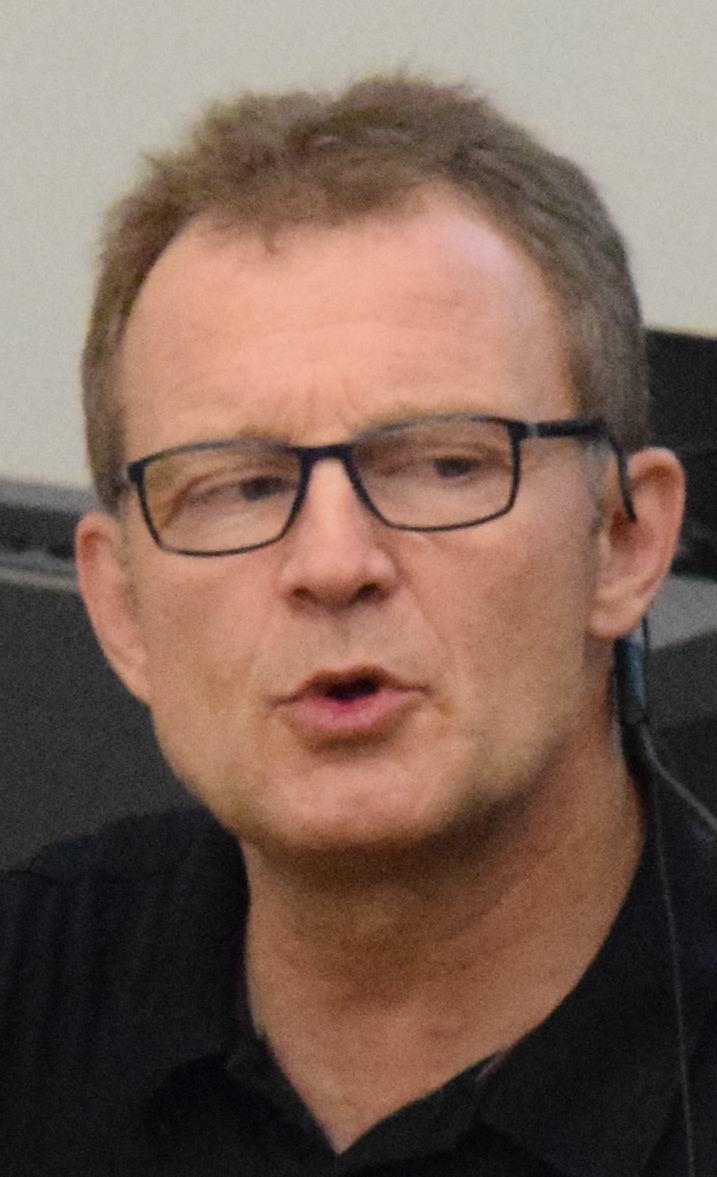
Manfred Schubert-Zsilavecz (2018)

Manfred Schubert-Zsilavecz (* 23. September 1961 in Leibnitz) ist ein österreichischer Apotheker und Wissenschaftler im Bereich der pharmazeutischen Chemie und ordentlicher Professor, der durch seine Funktion als wissenschaftlicher Leiter des Zentrallaboratoriums Deutscher Apotheker (ZL) und als ehemaliger Präsident der Deutschen Pharmazeutischen Gesellschaft (DPhG) bekannt ist.

## Leben
Manfred Schubert-Zsilavecz studierte Pharmazie an der Karl-Franzens-Universität Graz, wo er 1989 seinen Doktor im Bereich der Naturwissenschaften erwarb.
Nach einem Aufenthalt an der Universität Ulm, wo Schubert-Zsilavecz ein Erwin-Schrödinger-Stipendium erhielt, folgte die Habilitation für das Fach Pharmazeutische Chemie 1993 an der Universität Graz.
Seit 1997 ist Schubert-Zsilavecz C3-Professor für Pharmazeutische Chemie an der Universität Frankfurt und betreut eine Arbeitsgruppe von 10 bis 15 Mitarbeitern. 2003 wurde er zum wissenschaftlichen Leiter des ZL ernannt. Ab Januar 2004 war er Vizepräsident der DPhG, 2007 wurde er zum DPhG-Präsidenten für die Periode 2008 bis 2011 gewählt.
Sein Forschungsgebiet sind die Medizinische Chemie von PPAR-Modulatoren und die Bioanalytik.
Von März 2009 bis Mai 2021 war er Vizepräsident der Johann Wolfgang Goethe-Universität in Frankfurt am Main für die Bereiche Studium und Lehre sowie zuletzt für das Thema Third Mission.

## Auszeichnungen
- 2018: Großes Ehrenzeichen des Landes Steiermark[1][2]